# Havsvar
Havsvar (Zeugopterus regius) är en tämligen liten plattfisk i familjen piggvarar som finns i östra Atlanten.

## Utseende
Havsvaren liknar småvar och bergvar, men har en mörk, rund fläck mot svansroten. Ögonsidan (vänstersidan) är i övrigt ljusbrun med mörkare fläckar. Huvudet är litet med en tydlig inskärning i överkanten. Arten kan som mest bli 20 cm lång.

## Vanor
Arten lever i hav och angränsande brackvatten på djup mellan 10 och 180 meter, där den framför allt lever på klippbottnar, mera sällan på sandbottnar. Födan utgörs av småfisk och ryggradslösa djur. Det förekommer att den suger sig fast på undersidan av klippor (i likhet med bergvaren formar den blindsidan till en sugskål).
Fortplantning sker mellan februari och augusti.

## Utbredning
Havsvaren finns i östra Atlanten från Brittiska öarna över västra Medelhavet (inklusive Adriatiska havet) till Marocko.